# Richard Hellmuth Goldschmidt
Richard Hellmuth Goldschmidt (auch: Richard-Hellmuth Goldschmidt; * 25. Juli 1883 in Posen; † 2. Juni 1968 in Münster) war ein deutscher Psychologe.

## Leben
Richard Hellmuth Goldschmidt war ein Sohn des Landgerichtsrats Richard Goldschmidt und der Clara, geb. Behrend. Nach dem Abitur in Wiesbaden studierte er Psychologie mit einer Promotion 1910 in Leipzig bei Wilhelm Wundt und Medizin mit der Promotion 1912 in München. Nach einer Tätigkeit am Hamburger Psychologischen Institut wurde er 1914 an der Münsteraner Universität habilitiert. Mit Amelie Bert, die er 1910 heiratete, hatte er die Töchter Ricarda (* 1911) und Ruthilt (* 1915). Als Kriegsfreiwilliger war Goldschmidt während des Ersten Weltkriegs Stabsarzt in Münster und Leiter einer Psychologischen Prüfstelle. Dafür erhielt er noch am 2. August 1935 das Ehrenkreuz für Kriegsteilnehmer. Nach dem Krieg baute er als Privatdozent und nichtbeamteter außerordentlicher Professor für Philosophie und experimentelle Psychologie eine Abteilung für experimentelle Psychologie auf mit den Forschungsgebieten psychologische Optik und Arbeitspsychologie. Über sein „Farbwandelspiel“ referierte er 1932 auf dem Internationalen Psychologischen Kongress in Kopenhagen. 
Nach der Machtübergabe an die Nationalsozialisten wurde ihm 1933 aufgrund des Gesetzes zur Wiederherstellung des Berufsbeamtentums die Lehrbefugnis entzogen, weshalb er, zunächst ohne die Familie, in die Niederlande emigrierte, wo er an der Universität Amsterdam als Dozent arbeiten konnte. Am 11. November 1938 wurde sein Vermögen in Deutschland beschlagnahmt. 1939 floh er weiter nach Großbritannien und fand dort unregelmäßige Beschäftigungen als Gastprofessor am Queen’s College (Oxford), am University College London und an der Universität Edinburgh. Nach seiner Rückkehr nach Deutschland 1949 konnte er in Münster als Honorarprofessor arbeiten und wurde schließlich 1951, kurz vor seiner Emeritierung 1952, noch zum außerordentlichen Professor ernannt.

## Schriften
- Psychologische Ratschläge zur Erleichterung des Studiums. Aschendorff, Münster 1919.
- Postulat der Farbwandelspiele. Carl Winter, Heidelberg 1928.
- Psychologisches Vademecum. Schroeder, Bonn 1930.
- Ahnung und Einsicht. Hain, Meisenheim am Glan 1967.